# Neurobiologie du sommeil
La neurobiologie du sommeil est l'étude des bases neuroscientifiques et physiologiques de la nature du sommeil et de ses fonctions.
L'étude physiologique systématique du sommeil a réellement débuté après la mise au point de l'électroencéphalographie
par le neurologue Hans Berger en 1929 et la mise en évidence d'ondes lentes au cours du sommeil.